# Mannophryne vulcano
Mannophryne vulcano Barrio-Amorós, Santos & Molina, 2010 è un anfibio anuro, appartenente alla famiglia degli Aromobatidi.

## Etimologia
L'epiteto specifico si riferisce alla località dove si trova la specie, il Cerro el Volcán.

## Distribuzione e habitat
È endemica dello stato di Miranda in Venezuela. Si trova a 1060 metri di altitudine nella Cordigliera della Costa.

## Tassonomia
Precedentemente confuso con Mannophryne herminae e Mannophryne trinitatis.